# أوسكار أوستوف
أوسكار أوستوف (بالإنجليزية: Oscar Osthoff)‏ (و. 1883 – 1950 م) هو رباع، ومنافس ألعاب قوى أمريكي، ولد في ميلواكي، ويسكنسن، شارك في الألعاب الأولمبية الصيفية 1904، توفي في إنديانابوليس، عن عمر يناهز 67 عاماً.

## التعليم
تعلم في جامعة ويسكونسن-ماديسون.

## روابط خارجية
- أوسكار أوستوف على موقع أوليمبيديا (الإنجليزية)